# Leptochiton cancellatus
Leptochiton cancellatus är en blötdjursart som först beskrevs av Sowerby 1840.  Leptochiton cancellatus ingår i släktet Leptochiton och familjen Leptochitonidae. Arten är reproducerande i Sverige. Inga underarter finns listade i Catalogue of Life.